# Sputo

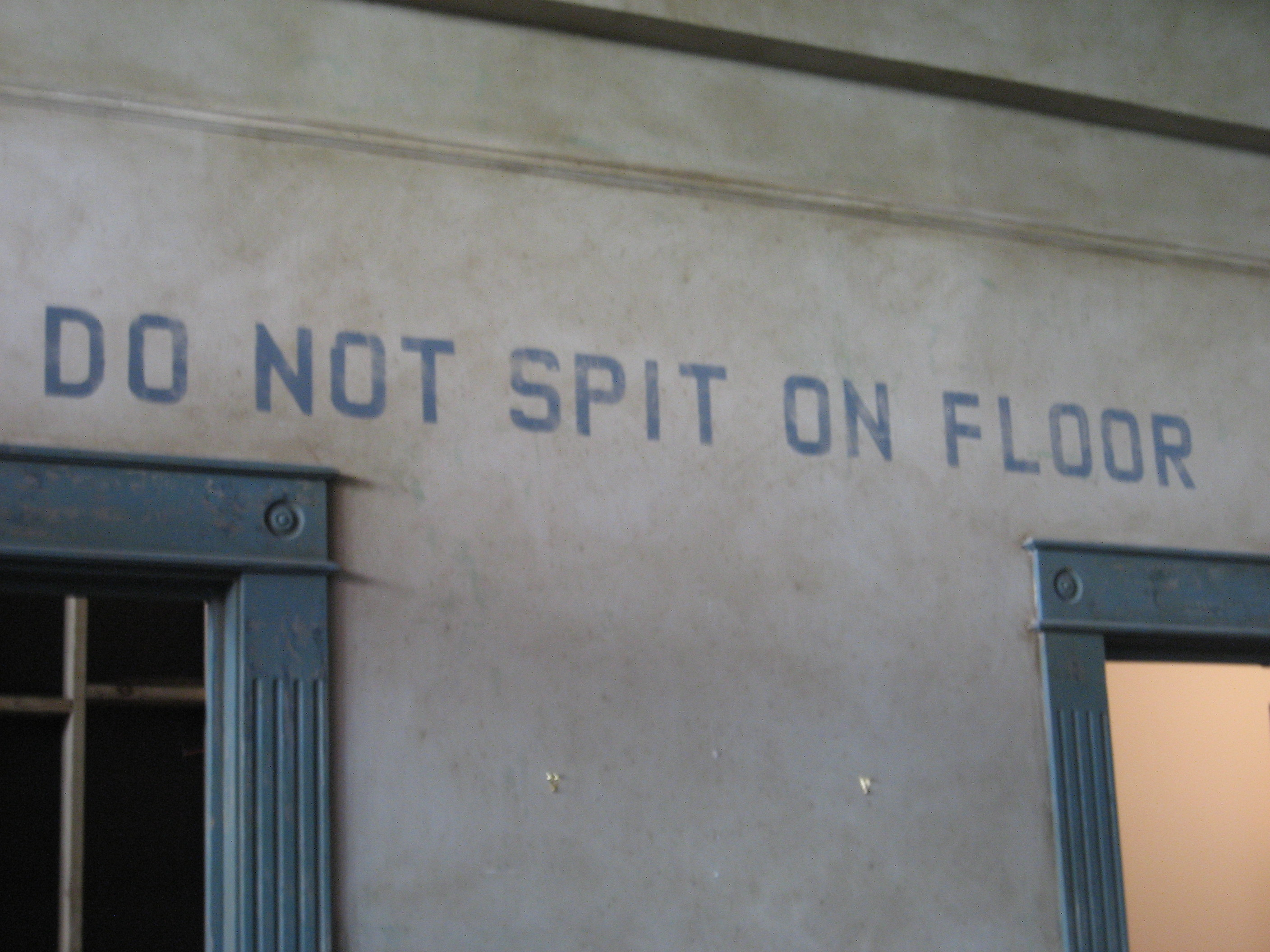
Divieto di sputare per terra affisso a New Orleans

Lo sputo è un getto di saliva, catarro o altre sostanze espulse dalla bocca. Non va confuso con l'espettorazione, termine che più specificamente indica l'espulsione per via orale del muco bronchiale spesso dopo un colpo di tosse.
Sputare è considerato un gesto volgare e rappresenta un tabù sociale in molte parti del mondo, in particolare in Occidente, mentre in alcune zone orientali come Turchia e Cina sputare in pubblico è considerato una prassi comune. Attraverso lo sputo si possono trasmettere diverse malattie infettive, tra le quali la tubercolosi, l'influenza e il raffreddore comune.
Sputare su una persona, in particolare sputarle sulla faccia, è considerato universalmente un segno di rabbia, odio e disprezzo. 
Lo spitting è una pratica fetish e BDSM in cui il partner dominante è solito sputare in faccia e dentro la bocca del suo sottomesso, in questo ambito lo sputo assume una forte valenza umiliatoria e di dimostrazione di potere.
Può anche capitare di sputare accidentalmente durante altre azioni quali il parlare, mangiare e sbadigliare.
Nel regno animale, alcuni cobra come Hemachatus haemachatus (sputatore del Sudafrica) e altri serpenti del genere Naja sono ben noti per la loro capacità di sputare veleno in situazioni di pericolo.

## Costume

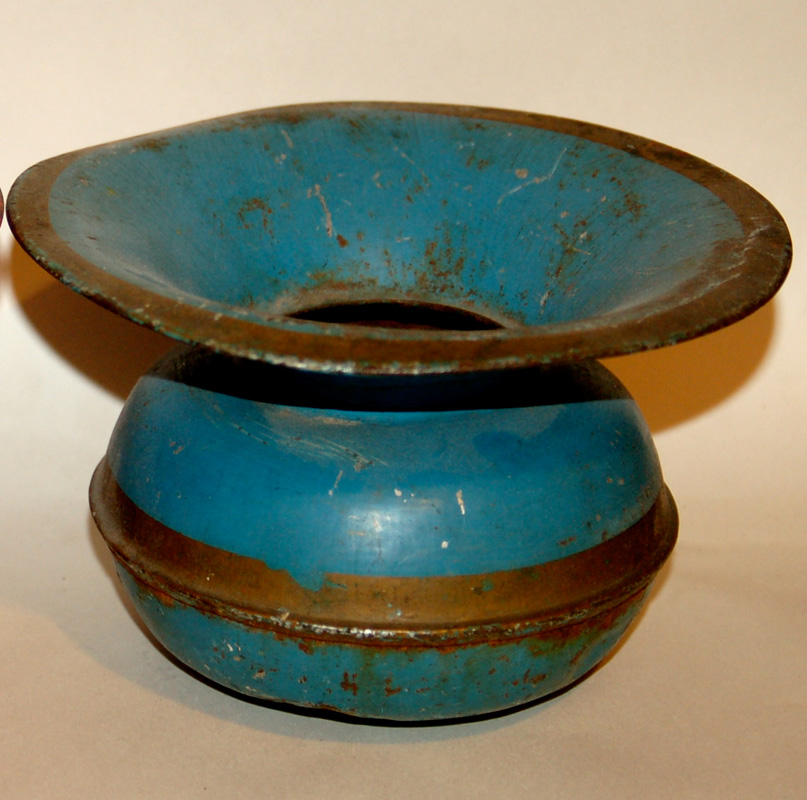
Sputacchiera risalente al periodo tra il XIX e il XX secolo

L'atteggiamento sociale riguardo allo sputare è cambiato enormemente in Europa occidentale fin dal medioevo. In quell'epoca si usava sputare frequentemente durante la vita quotidiana, e a tutti i livelli sociali inghiottire la saliva per evitare di sputare era considerato un gesto maleducato. Agli inizi del diciottesimo secolo si cominciò a considerare lo sputare come un qualcosa da non fare in pubblico, fino alla seconda metà del XIX secolo quando sputare per terra, in particolare in presenza di altre persone, era considerato volgare. Durante questi anni le sputacchiere si diffusero largamente con lo scopo di migliorare il decoro e l'igiene, evitando di sputare direttamente sui pavimenti e per strada. Con il sopraggiungere dell'epidemia di influenza del 1918 anche le sputacchiere cominciarono a cadere in disuso. Durante gli anni quaranta, con il diffondersi della tubercolosi, divenne una prassi comune vietare di sputare per terra nei luoghi pubblici.

## Competizioni
Talvolta è possibile assistere a vere e proprie gare di sputo, di saliva o altri oggetti posti in bocca, spesso in contesti goliardici. Nel Michigan, durante il mese di luglio, si tiene annualmente una competizione di sputo del nocciolo di ciliegia riconosciuta dal Guinness dei primati come competizione ufficiale. Un'altra competizione riconosciuta ufficialmente, e trasmessa da importanti canali televisivi come la CNN e ESPN, si tiene annualmente a Lafayette e riguarda lo sputo di grilli morti. Altra curiosa gara di sputi è quella in cui vengono lanciati dei pezzettini di letame di kudu, un'antilope caratteristica del Sudafrica, Paese in cui viene disputata questa competizione.

## Credenze popolari
Nel nord dell'India e in Pakistan è consuetudine per le madri sputare leggermente ai loro figli implicando un senso di disprezzo e imperfezione che li protegge dal malocchio (o nazar). L'eccessiva ammirazione, perfino dalle persone bene intenzionate, si pensa attragga il malocchio, e quindi in questo modo si crede di proteggere i bambini dal nazar che potrebbe essere causato dall'eccessivo amore delle loro stesse madri. A volte questa usanza viene ripetuta anche con le spose e altre persone care per proteggerle dal nazar. I negozianti che lavorano in queste regioni talvolta sono soliti sputare sulla cassa dopo avere effettuato la prima vendita della giornata (consuetudine chiamata bohni), un'usanza che si crede in grado di allontanare il nazar dalla propria attività commerciale.
Usanze simili esistono anche in alcune nazioni dell'Est Europa come Romania e Moldavia, sebbene non siano più ampiamente praticate. La gente è solita sputare lievemente in faccia alle persone più giovani che ammirano per evitargli di incorrere nel deochi, una maledizione involontaria che colpisce gli individui che vengono ammirati o "guardati in strano modo", che è ritenuta essere causa di sfortuna e talvolta anche di malessere o di varie malattie. In Grecia è consuetudine sputare tre volte dopo avere fatto un complimento a qualcuno, lo sputo ha lo scopo di proteggere dal malocchio. Questa consuetudine si applica anche agli adulti, non solo tra le madri e i propri bambini, e anche quando si sente parlare di brutte notizie (in quest'ultimo caso si pronuncia anche la parola "ftou"). Lo sputo è leggero e viene fatto da una certa distanza, quindi non si tratta di un vero e proprio sputo diretto in faccia, che se fatto rappresenterebbe un segno di disprezzo. Talvolta questa pratica di sputare si estende pure alle piante e agli animali per proteggerli da morte improvvisa o malattia, oltre agli incantesimi che si ritiene possano distruggere la maledizione del deochi.